# 松井田町北野牧
松井田町北野牧（まついだまちきたのまき）は、群馬県安中市の地名。旧碓氷郡松井田町大字北野牧にあたる地名である。郵便番号は379-0304。

## 地理
入山川流域と同川支流遠入川右岸に位置している。長野県との県境に位置し、入山峠の所在地である。

### 河川
- 遠入川

### 山岳
- 稲村山
- 谷急山

## 歴史
1882年からある地名である。西野牧村が5村に分かれた際に成立した地名である。
入山峠は古代の東山道通過地といわれており、祭祀遺跡がある。

### 年表
- 1882年 西野牧村が5村に分村して成立し、北甘楽郡北野牧村となる。
- 1889年 町村制施行により碓氷郡松井田町、臼井町、坂本町、西横野村、九十九村、細野村が成立し、碓氷郡坂本町となる
- 1954年 松井田町、臼井町、坂本町、西横野村、九十九村、細野村の6町村が合併して新たに碓氷郡松井田町北野牧となる。
- 2006年3月18日 松井田町が安中市と合併し、安中市松井田町北野牧となる。

## 世帯数と人口
2017年（平成29年）7月31日現在の世帯数と人口は以下の通りである。
| 町丁           | 世帯数 | 人口 |
| -------------- | ------ | ---- |
| 松井田町北野牧 | 31世帯 | 61人 |

## 教育
市立小・中学校に通う場合、学区は以下の通りとなる。
| 番地 | 小学校               | 中学校               |
| ---- | -------------------- | -------------------- |
| 全域 | 安中市立松井田小学校 | 安中市立松井田中学校 |

## 交通

### 鉄道
鉄道駅はない。

### 道路
上信越自動車道が通過しているがICやSAはない。国道では国道18号碓氷バイパスが通過。また、入山峠の所在地である。県道は群馬県道・長野県道92号松井田軽井沢線が通過。

## 施設
- 東軽井沢犬猫舎

## 避難所
指定緊急避難場所
- 旧入牧生きがいセンター跡地 (土砂災害警戒区域であり、土砂災害時の避難には不適とされている。)[7]

指定避難所
- 入牧生きがいセンター[8]